# Championnat d'Équateur de football 2012
Navigation
Saison précédente Saison suivante

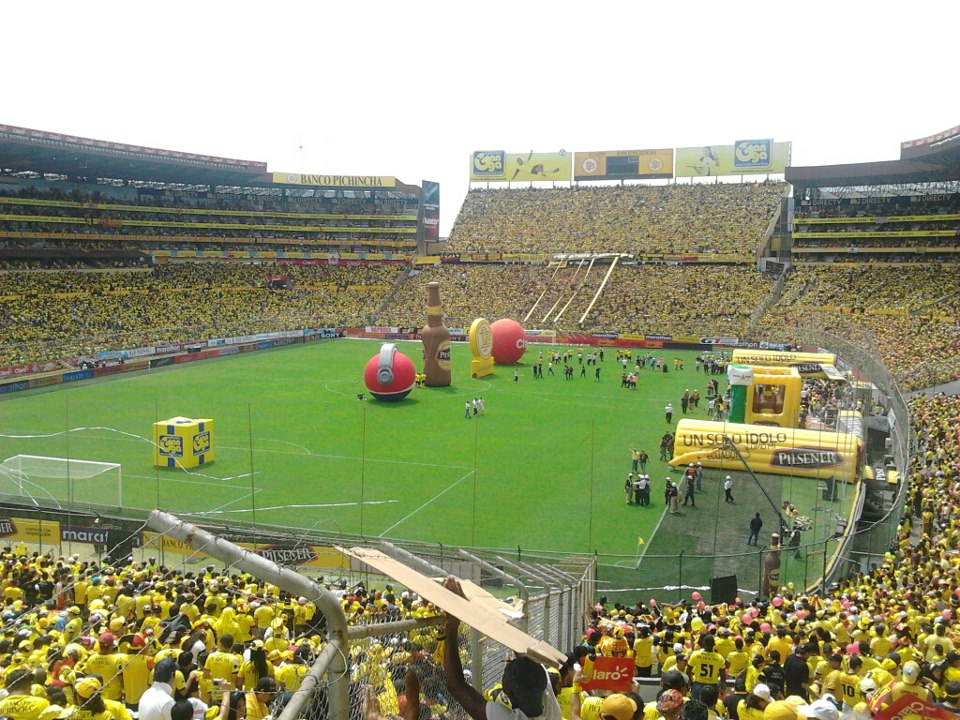
Stade Monumental avant la finale remportée par le Barcelona Sporting Club.

La saison 2012 du championnat d'Équateur de football est la cinquante-quatrième édition du championnat de première division professionnelle en Équateur. 
Le championnat est scindé en deux tournois saisonniers où les douze équipes engagées s'affrontent deux fois, à domicile et à l'extérieur. Le vainqueur de chaque tournoi participe à la finale nationale et obtient son billet pour la Copa Libertadores. Un classement cumulé des deux tournois permet de déterminer les deux clubs relégués en Serie B.
C'est le Barcelona Sporting Club qui remporte la compétition, après avoir gagné à la fois les tournois Apertura et Clausura. C'est le quatorzième titre de champion de l'histoire du club, le premier depuis cinq ans.

## Qualifications continentales
Le vainqueur de chaque tournoi obtient sa qualification directe pour la Copa Libertadores. Si une équipe remporte les deux tournois, ce sont les 2e et 3e au classement cumulé de la saison qui l'accompagnent dans cette compétition. Les 2e et 3e du tournoi Ouverture se qualifient pour la Copa Sudamericana 2012. Enfin, le classement cumulé permet aux 4e et 5e de se qualifier pour la Copa Sudamericana 2013.

## Les clubs participants
| - Barcelona Sporting Club - Deportivo Quito - LDU Loja - Deportivo Cuenca - LDU Quito - CDT Universitario - Promu de Segunda A | - Club Deportivo El Nacional - Club Social y Deportivo Macara - Promu de Segunda A - Centro Deportivo Olmedo - Manta Fútbol Club - Independiente del Valle - Club Sport Emelec |

## Compétition
Le barème utilisé pour établir les différents classements est le suivant :
- Victoire : 3 points
- Match nul : 1 point
- Défaite : 0 point

### Tournoi Apertura

#### Classement
| Rang | Équipe                          | Pts | J  | G  | N  | P  | Bp | Bc | Diff |
| ---- | ------------------------------- | --- | -- | -- | -- | -- | -- | -- | ---- |
| 1    | Barcelona Sporting Club         | 38  | 22 | 10 | 8  | 4  | 33 | 15 | +18  |
| 2    | LDU Loja                        | 38  | 22 | 10 | 8  | 4  | 25 | 18 | +7   |
| 3    | Club Sport Emelec               | 37  | 22 | 11 | 4  | 7  | 39 | 23 | +16  |
| 4    | Independiente del Valle         | 37  | 22 | 10 | 7  | 5  | 29 | 20 | +9   |
| 5    | Deportivo Cuenca                | 36  | 22 | 11 | 3  | 8  | 24 | 26 | -2   |
| 6    | LDU Quito                       | 34  | 22 | 8  | 10 | 4  | 32 | 22 | +10  |
| 7    | Deportivo QuitoT                | 31  | 22 | 8  | 7  | 7  | 34 | 23 | +11  |
| 8    | Club Deportivo El Nacional      | 29  | 22 | 8  | 5  | 9  | 24 | 34 | -10  |
| 9    | Manta Fútbol Club               | 27  | 22 | 7  | 6  | 9  | 22 | 23 | -1   |
| 10   | Club Social y Deportivo MacaraP | 21  | 22 | 5  | 6  | 11 | 19 | 33 | -14  |
| 11   | CDT UniversitarioP              | 18  | 22 | 4  | 6  | 12 | 18 | 32 | -14  |
| 12   | Centro Deportivo Olmedo         | 14  | 22 | 4  | 2  | 16 | 14 | 44 | -30  |

|  | Qualification pour la Copa Libertadores 2013, la Copa Sudamericana 2012 la Copa Sudamericana 2013 et la finale nationale |
|  | Qualification pour la Copa Sudamericana 2012                                                                             |
|  | T : Tenant du titre P : Promu de Segunda A                                                                               |

#### Matchs
| Résultats (▼dom., ►ext.)       | BAR | CUE | QUI | NAC | EME | IJT | LDL | LDQ | MAC | MAN | OLM | TEC |
| Barcelona Sporting Club        |     | 3-1 | 0-0 | 1-2 | 1-1 | 1-1 | 0-0 | 1-1 | 4-1 | 4-0 | 4-0 | 3-0 |
| Deportivo Cuenca               | 1-0 |     | 1-4 | 1-0 | 0-3 | 3-2 | 1-2 | 0-0 | 0-2 | 2-1 | 1-0 | 2-1 |
| Deportivo Quito                | 3-0 | 1-3 |     | 3-0 | 2-1 | 0-1 | 4-1 | 1-1 | 3-0 | 1-2 | 2-0 | 0-0 |
| El Nacional                    | 0-2 | 1-2 | 2-1 |     | 2-1 | 1-2 | 1-3 | 1-1 | 3-1 | 1-1 | 2-1 | 0-0 |
| Club Sport Emelec              | 0-1 | 2-1 | 2-2 | 5-0 |     | 1-1 | 2-0 | 3-0 | 3-2 | 0-2 | 5-0 | 2-1 |
| Independiente del Valle        | 0-2 | 1-2 | 0-0 | 3-0 | 2-1 |     | 1-0 | 2-2 | 1-0 | 0-2 | 3-0 | 4-1 |
| LDU Loja                       | 0-0 | 1-0 | 1-0 | 0-0 | 2-0 | 0-0 |     | 1-0 | 2-2 | 2-1 | 2-1 | 4-1 |
| LDU Quito                      | 2-2 | 1-2 | 0-0 | 3-2 | 2-0 | 1-1 | 2-2 |     | 3-0 | 2-0 | 5-0 | 2-1 |
| Club Social y Deportivo Macara | 1-0 | 0-0 | 1-0 | 1-2 | 0-2 | 0-2 | 1-1 | 0-2 |     | 1-1 | 3-1 | 2-0 |
| Manta Fútbol Club              | 0-1 | 0-0 | 1-2 | 1-1 | 0-0 | 3-0 | 1-0 | 0-1 | 1-1 |     | 3-1 | 1-0 |
| Centro Deportivo Olmedo        | 0-2 | 1-0 | 4-4 | 0-1 | 0-2 | 0-0 | 0-1 | 2-0 | 2-0 | 1-0 |     | 0-3 |
| CDT Universitario              | 1-1 | 0-1 | 2-1 | 1-2 | 2-3 | 0-2 | 0-0 | 1-1 | 0-0 | 2-1 | 1-0 |     |

### Torneo Clausura

#### Classement
| Rang | Équipe                          | Pts | J  | G  | N | P  | Bp | Bc | Diff |
| ---- | ------------------------------- | --- | -- | -- | - | -- | -- | -- | ---- |
| 1    | Barcelona Sporting Club         | 45  | 22 | 13 | 6 | 3  | 42 | 19 | +23  |
| 2    | Club Sport Emelec               | 37  | 22 | 11 | 4 | 7  | 28 | 26 | +2   |
| 3    | LDU Quito                       | 35  | 22 | 9  | 8 | 5  | 26 | 20 | +6   |
| 4    | Independiente del Valle         | 31  | 22 | 9  | 4 | 9  | 22 | 25 | -3   |
| 5    | CDT UniversitarioP              | 31  | 22 | 8  | 7 | 7  | 27 | 34 | -7   |
| 6    | Manta Fútbol Club               | 30  | 22 | 8  | 6 | 8  | 27 | 22 | +5   |
| 7    | Club Social y Deportivo MacaraP | 29  | 22 | 9  | 2 | 11 | 27 | 29 | -2   |
| 8    | LDU Loja                        | 27  | 22 | 7  | 6 | 9  | 28 | 29 | -1   |
| 9    | Deportivo Cuenca                | 27  | 22 | 7  | 6 | 9  | 20 | 23 | -3   |
| 10   | Deportivo QuitoT                | 25  | 22 | 6  | 7 | 9  | 14 | 25 | -11  |
| 11   | El Nacional                     | 23  | 22 | 5  | 8 | 9  | 24 | 28 | -4   |
| 12   | Centro Deportivo Olmedo         | 21  | 22 | 5  | 6 | 11 | 22 | 27 | -5   |

|  | Qualification pour la Copa Libertadores 2013, la Copa Sudamericana 2013 et la finale nationale |
|  | T : Tenant du titre P : Promu de Segunda A                                                     |

#### Matchs
| Résultats (▼dom., ►ext.)       | BAR | CUE | QUI | NAC | EME | IJT | LDL | LDQ | MAC | MAN | OLM | TEC |
| Barcelona Sporting Club        |     | 4-1 | 1-0 | 3-1 | 5-0 | 2-2 | 1-1 | 1-0 | 4-0 | 0-0 | 3-1 | 0-1 |
| Deportivo Cuenca               | 1-2 |     | 0-0 | 1-0 | 1-0 | 2-1 | 2-0 | 3-1 | 0-0 | 1-1 | 1-1 | 1-3 |
| Deportivo Quito                | 0-2 | 1-1 |     | 1-0 | 2-0 | 2-0 | 0-0 | 0-0 | 0-4 | 0-1 | 2-0 | 0-0 |
| El Nacional                    | 2-1 | 1-1 | 0-1 |     | 3-0 | 0-2 | 0-1 | 0-0 | 2-1 | 2-1 | 1-1 | 2-2 |
| Club Sport Emelec              | 1-2 | 1-0 | 3-0 | 2-1 |     | 2-1 | 3-1 | 2-2 | 3-0 | 1-0 | 1-0 | 2-1 |
| Independiente del Valle        | 1-1 | 1-0 | 2-2 | 1-1 | 2-0 |     | 2-0 | 1-0 | 0-3 | 1-0 | 1-0 | 1-2 |
| LDU Loja                       | 0-1 | 1-0 | 0-1 | 2-2 | 2-2 | 2-1 |     | 1-2 | 2-1 | 1-2 | 2-1 | 6-0 |
| LDU Quito                      | 2-2 | 0-2 | 3-0 | 3-1 | 1-0 | 1-0 | 2-2 |     | 1-2 | 1-0 | 0-0 | 2-2 |
| Club Social y Deportivo Macara | 0-2 | 2-0 | 2-1 | 2-1 | 0-1 | 0-1 | 0-2 | 0-2 |     | 4-2 | 1-0 | 2-0 |
| Manta Fútbol Club              | 1-1 | 2-0 | 4-1 | 1-1 | 0-2 | 0-1 | 1-1 | 1-2 | 1-0 |     | 2-1 | 4-0 |
| Centro Deportivo Olmedo        | 1-2 | 0-2 | 2-0 | 0-0 | 1-1 | 2-0 | 2-1 | 0-1 | 3-2 | 1-1 |     | 4-1 |
| CDT Universitario              | 3-2 | 1-0 | 0-0 | 1-3 | 1-1 | 3-0 | 3-0 | 0-0 | 1-1 | 0-2 | 2-1 |     |

### Classement cumulé
| Rang | Équipe                          | Pts | J  | G  | N  | P  | Bp | Bc | Diff |
| ---- | ------------------------------- | --- | -- | -- | -- | -- | -- | -- | ---- |
| 1    | Barcelona Sporting Club         | 83  | 44 | 23 | 14 | 7  | 75 | 34 | +41  |
| 2    | Club Sport Emelec               | 74  | 44 | 22 | 8  | 14 | 67 | 49 | +18  |
| 3    | LDU Quito                       | 69  | 44 | 17 | 18 | 9  | 58 | 42 | +16  |
| 4    | Independiente del Valle         | 68  | 44 | 19 | 11 | 14 | 51 | 45 | +6   |
| 5    | LDU Loja                        | 65  | 44 | 17 | 14 | 13 | 53 | 47 | +6   |
| 6    | Deportivo Cuenca                | 63  | 44 | 18 | 9  | 17 | 44 | 49 | -5   |
| 7    | Manta Fútbol Club               | 57  | 44 | 15 | 12 | 17 | 49 | 45 | +4   |
| 8    | Deportivo Quito                 | 56  | 44 | 14 | 14 | 16 | 48 | 48 | 0    |
| 9    | El Nacional                     | 52  | 44 | 13 | 13 | 18 | 48 | 62 | -14  |
| 10   | Club Social y Deportivo MacaraP | 50  | 44 | 14 | 8  | 22 | 46 | 62 | -16  |
| 11   | CDT UniversitarioP              | 49  | 44 | 12 | 13 | 19 | 45 | 66 | -21  |
| 12   | Centro Deportivo Olmedo         | 35  | 44 | 9  | 8  | 27 | 36 | 71 | -35  |

|  | Qualification pour la Copa Libertadores 2013 |
|  | Qualification pour la Copa Sudamericana 2013 |
|  | Relégation directe en Segunda A              |
|  | T : Tenant du titre P : Promu de Segunda A   |

#### Finale pour le titre
Pas de finale nationale car le Barcelona Sporting Club a remporté les deux tournois saisonniers.

## Bilan de la saison
| Championnat d'Équateur de football 2012 |                                     |
| Champion                                | Barcelona Sporting Club (14e titre) |
| Qualifications continentales            |                                     |
| Copa Libertadores 2013                  | Barcelona Sporting Club             |
| Copa Libertadores 2013                  | Club Sport Emelec                   |
| Copa Libertadores 2013                  | LDU Quito                           |
| Copa Sudamericana 2012                  | Barcelona Sporting Club             |
| Copa Sudamericana 2012                  | LDU Loja                            |
| Copa Sudamericana 2012                  | Club Sport Emelec                   |
| Copa Sudamericana 2013                  | Barcelona Sporting Club             |
| Copa Sudamericana 2013                  | LDU Loja                            |
| Copa Sudamericana 2013                  | Independiente del Valle             |
| Promotions et relégations               |                                     |
| Promus en Serie A                       | CDU Católica del Ecuador            |
| Promus en Serie A                       | Deportivo Quevedo                   |
| Relégués en Serie B                     | CDT Universitario                   |
| Relégués en Serie B                     | Centro Deportivo Olmedo             |